# Чемпионат Люксембурга по футболу 1910/1911
Второй Чемпионат Люксембурга по футболу (фр. Championnat du Luxembourg de football) прошёл в 1910—1911 годах. В турнире принимало участие 4 команды, чемпионский титул защитил «Расинг».

## Таблица
| М | Команда       | И | В | Н | П | Мячи   | ±   | О  |
| - | ------------- | - | - | - | - | ------ | --- | -- |
| 1 | Расинг        | 6 | 4 | 1 | 1 | 15 − 6 | +9  | 13 |
| 2 | Дифферданж 03 | 6 | 4 | 1 | 1 | 8 − 6  | +2  | 13 |
| 3 | US Hollerich  | 6 | 2 | 2 | 2 | 10 − 7 | +3  | 8  |
| 4 | Хамм Бенфика  | 6 | 0 | 0 | 6 | 1 − 15 | −14 | 0  |

И — игры, В — выигрыши, Н — ничьи, П — проигрыши, Мячи — забитые и пропущенные голы, ± — разница голов, О — очки

|  | Участие в финале за звание чемпиона |

## Финал
| Команда 1 | Счёт | Команда 2     |
| --------- | ---- | ------------- |
| Расинг    | 3:2  | Дифферданж 03 |

| Чемпион Люксембурга по футболу 1910/1911 |
| ---------------------------------------- |
| «Расинг» 2-й титул                       |